# Facelina annulata
Facelina annulata Macnae, 1954 è un mollusco nudibranchio della famiglia Facelinidae.